# Municipio de Washington (condado de Blackford)
El municipio de Washington (en inglés: Washington Township) es un municipio ubicado en el condado de Blackford en el estado estadounidense de Indiana. En el año 2010 tenía una población de 873 habitantes y una densidad poblacional de 9,3 personas por km².

## Geografía
Según la Oficina del Censo de los Estados Unidos, tiene una superficie total de 93.83 km², de la cual 93,8 km² corresponden a tierra firme y (0,04 %) 0,03 km² es agua.

## Demografía
Según el censo de 2010, había 873 personas residiendo. La densidad de población era de 9,3 hab./km². De los 873 habitantes, estaba compuesto por el 98,28 % blancos, el 0,34 % eran afroamericanos, el 0,11 % eran amerindios, el 0,11 % eran asiáticos, el 0,34 % eran de otras razas y el 0,8 % eran de una mezcla de razas. Del total de la población el 0,8 % eran hispanos o latinos de cualquier raza.